# Peč
Peč település Csehországban, a Jindřichův Hradec-i járásban. Peč Český Rudolec, Cizkrajov és Dačice településekkel határos. Lakosainak száma 483 fő (2024. január 1.).

## Népesség
A település lakosságának változását az alábbi diagram mutatja:
| Lakosok száma | 719  | 721  | 681  | 532  | 445  | 380  | 461  | 472  | 492  | 483  |
|               | 1869 | 1890 | 1921 | 1950 | 1980 | 2001 | 2017 | 2019 | 2022 | 2024 |